# Кравцов, Порфирий Фёдорович
Порфи́рий Фёдорович Кравцо́в (1868 — после 1917) — донской казак, член III Государственной думы от области Войска Донского.

## Биография

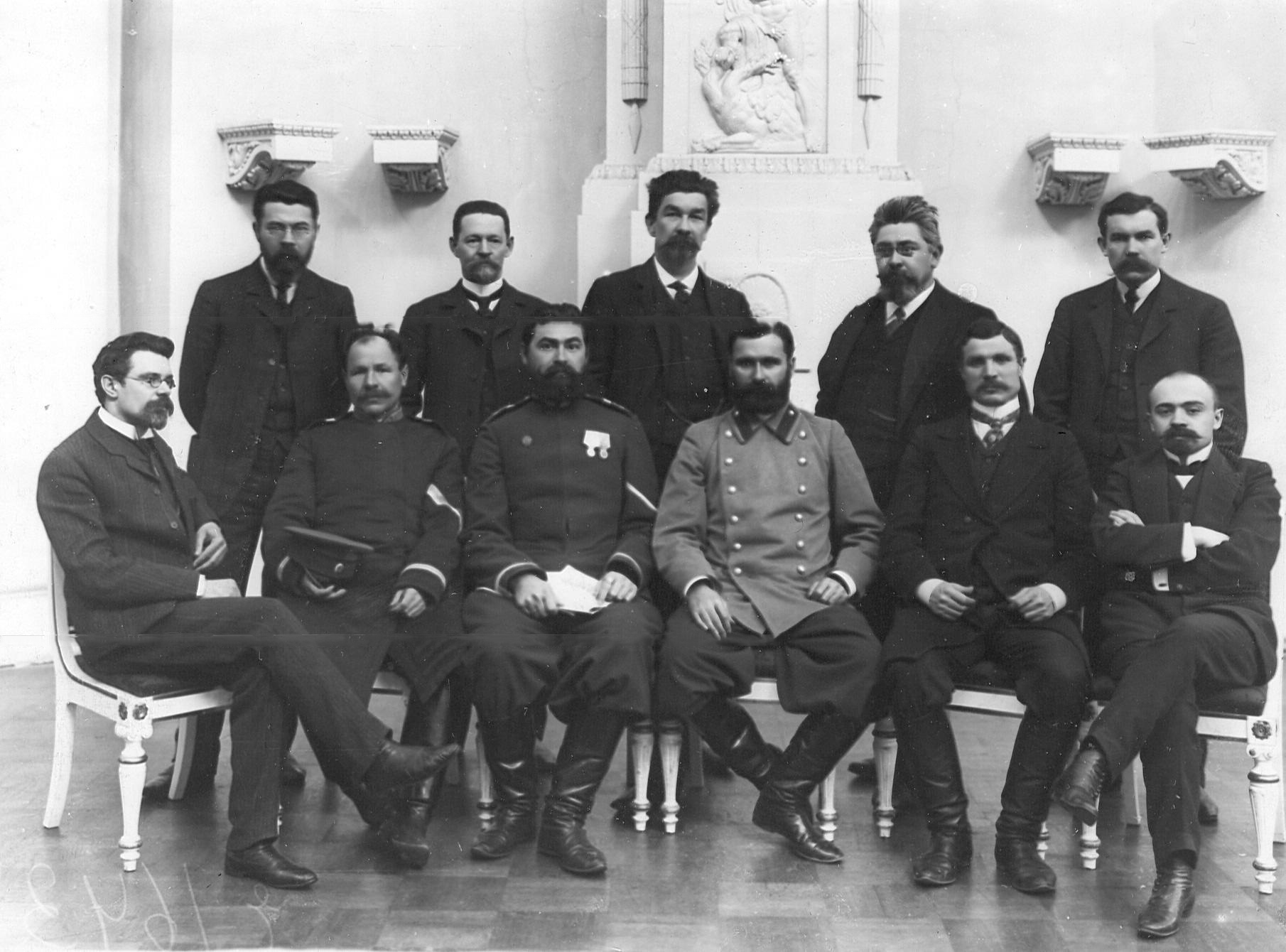
Депутаты Государственной думы Российской империи III созыва от Области войска Донского. Стоят: В. А. Харламов, В. И. Черницкий, П. Р. Пырков, И. Н. Ефремов, М. С. Воронков; сидят: Н. А. Захарьев, А. К. Петров, И. Ф. Кадацков, П. Ф. Кравцов, П. А. Плотников, М. С. Аджемов

Православный. Казак станицы Калитвенская Донецкого округа.
Окончил церковно-приходскую школу. Имел 9 десятин казачьей надельной земли, занимался земледелием. До избрания в Думу служил урядником станицы Калитвенской, был станичным судьей.
В 1907 году был избран членом III Государственной думы от области Войска Донского. Входил во фракцию умеренно-правых, с 3-й сессии — в русскую национальную фракцию. Состоял членом комиссий по местному самоуправлению и по рыболовству.
Дальнейшая судьба неизвестна.